# Agnes Obel
Agnes Caroline Thaarup Obel (født 28. oktober 1980) bedre kendt som Agnes Obel er en dansk singer-songwriter.
Agnes Obel udgav sit debutalbum, Philharmonics, i Danmark 4. oktober 2010. Albummet udkom i andre lande som Frankrig, Holland og Tyskland. I Danmark lå albummet nr. 1 flere uger i træk i 2011 og modtog fem-dobbelt platin for 100.000 solgte eksemplarer. Philharmonics lå i top 10 på hitlisterne i Belgien (Vallonien), Frankrig og Holland. I Danmark var Philharmonics det tredje mest solgte album i 2011. Albummet fik European Border Breakers Awards for 2012. Den 30. september 2013 udkom hendes andet album "Aventine".
Riverside, Agnes Obels hit fra albummet Philharmonics, er blevet spillet i den amerikanske tv-serie Grey's Anatomy i den 16. episode af sæson syv, samt i ABC-serien Revenge sæson 1 episode 4 og i den amerikanske gyserserie The Mist.
Agnes Obel bor i Neukölln-bydelen i Berlin med sin kæreste.
Hun er inspireret af kunstnere som Roy Orbison, Joni Mitchell, PJ Harvey, Claude Debussy, Maurice Ravel og Erik Satie.[kilde mangler] Hun spiller, synger og producerer alt sit materiale selv, ligesom hun skriver størstedelen af materialet.

## Tidlige liv
Agnes Obel er født i 1980 i København. Hun kommer fra en musikalsk familie og lærte at spille klaver i en meget ung alder. Hendes mor plejede at spille Bartók og Chopin på klaver. I barndommen fandt Agnes Obel inspiration i Jan Johanssons musik. Johanssons sange  og europæiske folkemelodier i en jazzet stil har haft stor indflydelse på hendes musik.
I en alder af syv spillede hun i et band, hvor hun sang og spillede basguitar. Gruppen spillede til en festival og indspillede nogle sange. Hun havde en lille rolle i Thomas Vinterbergs kortfilm Drengen der gik baglæns fra 1995.
Hun gik på Det frie gymnasium.
Med hjælp fra den danske musiker og producer Elton Theander stiftede hun det københavnske band Sohio. Hun debuterede som solosanger med sit første album Philharmonics i 2010.

## Diskografi
- Philharmonics (4. oktober 2010)
- Aventine (30. september 2013)
- Citizen of Glass (21. oktober 2016)
- Myopia (21. februar 2020)